# Archipirata tataricus
Archipirata tataricus là một loài nhện trong họ Pisauridae.
Loài này thuộc chi Archipirata. Archipirata tataricus được Eugène Simon miêu tả năm 1898.